# Diant Ramaj
Diant Ramaj (Stoccarda, 19 settembre 2001) è un calciatore tedesco, portiere dell'Heidenheim in prestito dal Borussia Dortmund.

## Biografia
Nato in Germania, la sua famiglia è di origini kosovaro-albanesi. Suo fratello Dijon era anch'egli un calciatore.

## Carriera

### Club

#### Giovanili ed Eintracht Francoforte
Cresciuto nei settori giovanili di Kickers Stoccarda ed Heidenheim, il 10 maggio 2021 viene acquistato dall'Eintracht Francoforte, con cui firma un triennale. Il 16 gennaio 2022 esordisce tra i professionisti, in occasione della partita di Bundesliga pareggiata per 1-1 contro l'Augusta; il 24 maggio seguente prolunga fino al 2027 con le Aquile

#### Ajax
Il 3 agosto 2023 viene ceduto all'Ajax per 5 milioni di euro, con cui firma un quinquennale. Nonostante la stagione negativa del club olandese il portiere tedesco gioca titolare e risulta affidabile, tra le note positive da cui ripartire.

#### Borussia Dortmund e prestiti a Copenaghen ed Heidenheim
Il 3 febbraio viene acquistato dal Borussia Dortmund che, contestualmente, lo cede in prestito ai danesi del Copenaghen. Con i danesi vince campionato (2024-2025) e coppa di Danimarca (2024-2025).
Il 28 luglio 2025 passa in prestito all'Heidenheim.

## Statistiche

### Presenze e reti nei club
Statistiche aggiornate al 31 marzo 2024.
| Stagione                     | Squadra                      | Campionato                   | Campionato | Campionato | Coppe nazionali | Coppe nazionali | Coppe nazionali | Coppe continentali | Coppe continentali | Coppe continentali | Altre coppe | Altre coppe | Altre coppe | Totale | Totale |
| Stagione                     | Squadra                      | Comp                         | Pres       | Reti       | Comp            | Pres            | Reti            | Comp               | Pres               | Reti               | Comp        | Pres        | Reti        | Pres   | Reti   |
| ---------------------------- | ---------------------------- | ---------------------------- | ---------- | ---------- | --------------- | --------------- | --------------- | ------------------ | ------------------ | ------------------ | ----------- | ----------- | ----------- | ------ | ------ |
| 2021-2022                    | Eintracht Francoforte        | BL                           | 1          | -1         | CG              | 0               | 0               | UEL                | 0                  | 0                  | -           | -           | -           | 1      | -1     |
| 2022-2023                    | Eintracht Francoforte        | BL                           | 1          | -1         | CG              | 0               | 0               | UCL                | 0                  | 0                  | SU          | 0           | 0           | 1      | -1     |
| Totale Eintracht Francoforte | Totale Eintracht Francoforte | Totale Eintracht Francoforte | 2          | -2         |                 | 0               | 0               |                    | 0                  | 0                  |             | 0           | 0           | 2      | -2     |
| 2023-2024                    | Jong Ajax                    | EE                           | 2          | -1         | -               | -               | -               | -                  | -                  | -                  | -           | -           | -           | 2      | -1     |
| 2023-2024                    | Ajax                         | ED                           | 21         | -31        | CO              | 1               | -3              | UEL+UECL           | 4+4                | -9 + -7            | -           | -           | -           | 30     | -50    |
| Totale carriera              | Totale carriera              | Totale carriera              | 25         | -34        |                 | 1               | -3              |                    | 8                  | -16                |             | 0           | 0           | 34     | -53    |

## Palmarès

### Club

#### Competizioni nazionali
- Campionato danese: 1

Copenhagen: 2024-2025
- Coppa di Danimarca: 1

Copenhagen: 2024-2025

#### Competizioni internazionali
- UEFA Europa League: 1

Eintracht Francoforte: 2021-2022